# 里見まさとのおおきに!サタデー
『ウィークリーラジオジャーナル 里見まさとのおおきに!サタデー』（ウィークリーラジオジャーナル さとみまさとのおおきにサタデー）は、ラジオ大阪で放送されていたラジオの生ワイド番組。

## 概要
当初は、2009年4月4日から2012年3月31日に放送されていた「幸せラジオ 乾龍介です!」を引き継ぎ「ウィークリーラジオジャーナル」を旗印に、パーソナリティのザ・ぼんちの里見まさとが進行する土曜朝のラジオのワイド番組であったが、2014年7月5日から「もっとハッピー！もっとミュージック！ハッピーエイジングステーションOBC」をテーマにした2014年7月改編の一環として、放送時間が17:30から20:00に変更され、新たに「司馬遼太郎短篇傑作選」「ニュースハイブリッドゾーン」を内包したが、その後、2018年4月改編で「司馬遼太郎短篇傑作選」を単独番組として分離し、18:30スタートに繰り下げという形になった。2020年4月改編から19:30スタートに繰り下げになったうえ「ニュースハイブリッドゾーン」が終了、ただし「まさと・越後屋のスポーツ捕物帳」のみコーナースポンサーがついたうえで継続。

## パーソナリティ
- 里見まさと（ザ・ぼんち）

## 出演者
- 桂文三（レギュラー）
- 上方よしお（準レギュラー、主に文三休演時に出演）

## 放送時間
- 2012年4月-2014年6月28日 土曜 7:30-10:00
- 2014年7月5日-2018年3月31日 土曜 17:30-20:00
- 2018年4月7日-2019年3月30日 土曜 18:30-20:00
- 2019年4月6日-2022年3月26日 土曜 19:30-21:00

## タイムテーブル
- 19:30：オープニング「今日のメッセージテーマ発表」
- 19:45：「まさと・越後屋のスポーツ捕物帳！」
- 20:00前：「8時またぎクイズ！クイズでShow」
- 20:05：「まさとジャーナル」
- 20:25：「まさとの無責任放談！」
- 20:45：「8時またぎクイズ！クイズでShow   答えあわせ」「メッセージ紹介」
- エンディング

### 以前のタイムテーブル
第1部
- 17:30 オープニング
- 17:45 無責任放談
- 17:55 6時またぎ まさとのクイズでShow!
- 18:00 川口技研プレゼンツ 司馬遼太郎短篇傑作選（内包番組）

第2部 里見まさとのニュース・ハイブリッドゾーン
- 18:30 ニュース・ハイブリッドゾーンオープニング
- 18:35 まさと・越後屋のスポーツ捕物帳
- 19:00 産経新聞ニュース・天気予報
- 19:05 ぶっちゃけインタビュー
- 19:30 まさとジャーナル
- 19:55 エンディング